# Francisco Maffei Rosal
Francisco Maffei Rosal (c. 1824-1842) fue un pintor español, que cultivó la pintura de paisajes.

## Biografía
Paisista, era natural de Madrid y discípulo de la Academia de San Fernando y de Genaro Pérez Villaamil, bajo cuya dirección hizo sus primeros trabajos  en la pintura. Fue autor de numerosos cuadros originales, figurando entre ellos una colección de vistas del Escorial. Murió a la temprana edad de dieciocho años, en 1842, a consecuencia de un vómito de sangre que le dio mientras se hallaba pintando una decoración gótica para una sociedad dramática. Su obra póstuma, que  conservaba a mediados de siglo XIX su familia, representaba el interior de la iglesia de San Cayetano, como se encontraba antiguamente, un cuadro que no pudo concluir. Entre los títulos que mereció de diferentes sociedades artísticas figuraron los de socio del Liceo, del Instituto y del Museo, además de obtener una medalla de plata en los certámenes que mensualmente acostumbraba a celebrar la primera de las citadas sociedades.